# Ernst Wilhelm Stibolt
Ernst Wilhelm Stibolt (født 14. februar 1741 på Christiansø, død 29. februar 1796 i København) var en dansk søofficer og skibskonstruktør, som fra 1778 til 1782 var i fransk tjeneste. Han var bror til Hans Henrich og Andreas Henrik Stibolt.

## Karriere
Stibolt var søn af kommandørkaptajn og kommandant på Christiansø Caspar Henrik Stibolt (3. september 1692 – 9. marts 1779) og Cathrina f. von Harrasoffski (4. august 1711 – 24. juni 1782). Stibolt voksede op på Christiansø i en søskendeflok på seksten børn, hvoraf seks blev søofficerer. Han blev kadet 1760, sekondløjtnant i Marinen 1763, premierløjtnant 1767, kaptajnløjtnant 1776, kaptajn 1781 og kommandørkaptajn 1790. Straks efter sin udnævnelse til officer bestemtes han til uddannelse som skibskonstruktør hos daværende fabrikmester Frederik Michael Krabbe og ansattes som auskultant i Konstruktionskommissionen. 1768 rejste han sammen med Henrik Gerner på en studierejse til England, Frankrig og Holland, hjemkom fra denne 1774 og blev derefter lærer i skibsbygning for kadetterne. Gerner var imidlertid blevet udnævnt til fabrikmester; der var altså ingen udsigt til avancement for Stibolt i de tekniske fag, og han gik derfor i udenlandsk tjeneste til Frankrig, som på dette tidspunkt var i krig med England under USA's uafhængighedskrig (1775-1783). Under admiralerne Latouche Tréville og grev de Grasse gjorde han god tjeneste, bl.a. sammen med Lorentz Fisker, bivånede adskillige interessante søslag og blev dekoreret med ordenen Pour le merité militaire. Stibolt havde den store ære at træffe George Washington i forbindelse med Yorktowns belejring i 1781. Med en udmærket anbefaling fra Grasse, med hvem han vedblev at stå i venskabelig forbindelse, vendte han hjem 1782 og udnævntes her til generaladjudant.

## Konstruktør
Forinden sin udenlandsrejse var Stibolt 1776, efter at have skrevet en prisbelønnet afhandling om skibes kølbrækkelighed, blevet optaget i Videnskabernes Selskab samt blevet medlem af Konstruktionskommissionen; sin virksomhed her genoptog han nu og konstruerede flere mindre orlogsfartøjer, bl.a. den fra slaget på Reden kendte synkefri fregat Hjælperen. Efterhånden kom han dog mere og mere i modsætningsforhold til den geniale Gerner, hvem han trods sine gode evner var absolut underlegen. Den daværende overkrigssekretær Frederik Christian Rosenkrantz, der hadede Gerner, æggede ham til at fortrædige denne, endog i den grad, at Gerner herover tog sin død (1787). Stibolt arvede nu dennes post som fabrikmester, først midlertidig ansat, men fra 1789 fast, og byggede under sin funktionstid adskillige gode skibe. Nemesis fulgte ham imidlertid i kølvandet. Gerners elev, den senere fabrikmester Frantz Hohlenberg, trådte ind i Konstruktionskommissionen og forfulgte ham her samt på andre måder af al agt, så at Stibolt, hvis helbred i forvejen var svagt, til sidst tabte modet og blev grebet af en dyb melankoli. Denne tiltog med årene, og i begyndelsen af 1796 måtte han nedlægge sit embede. Kort efter (29. februar) begik Stibolt selvmord ved at springe ud af vinduet fra sin bolig på Toldbodvejen (nuværende Esplanaden).Efter Stibolts død byggedes ikke mindre end otte brigger efter hans tegninger. Inden for de små krigsskibstyper kom Stibolts konstruktioner til at spille en stor rolle.
Stibolt var den 8. juli 1791 blevet gift med Kirsten Güldencrone Kaas (5. januar 1769 – 30. december 1841), datter af kontreadmiral Ulrik Christian Kaas.
Han er begravet på Assistens Kirkegård. Der findes et portrætmaleri af Stibolt i familieeje, muligvis malet 1790.